# Suhaja
Suhaja is een plaats in de gemeente Čazma in de Kroatische provincie Bjelovar-Bilogora. De plaats telt 210 inwoners (2001).